# いのち (漫画)
『いのち』は、ももち麗子による日本の漫画作品。『デザート』（講談社）にて、2008年9月号から2010年8月号まで連載された。単行本は同社のKCデザートより全5巻。
これまでの作品と異なり、問題提起シリーズではない作品。双子の姉と入れ替わっている最中に姉を殺され、死んだ姉として生きることを決意した主人公の少女が無罪となった犯人に復讐しようとするが、やがて予想もしない事態に巻き込まれていく。「問題提起」には触れられていないが、物語の後半では状況証拠や一事不再理、裁判員制度など裁判に関する物事が取り上げられており、これらが物語のクライマックスで重要な意味を持つことになる。

## あらすじ
明るく快活なのばらと大人しいことりは双子の姉妹。かつて父親が自分を助けようとして死んだのが原因で母・夏子と疎遠になったのばらは家を出て祖母の家で暮らし始め、それ以来妹ののばらは祖母の下で、姉のことりは母の下で別々に暮らしていた。やがて高校生になったころ、母が恋しくなったのばらは時々密かにことりと入れ替わってことりの代わりに母の家に行き、母と暮らすということを繰り返すようになった。
そんなある日、いつものようにことりと入れ替わって母の下にいたのばらは、母がのばらを迎えてことりとのばらと自分の三人で暮らしたいと話したのを聞いて喜んだ。ところがその最中、のばらと入れ替わっていたことりが何者かに殺され、遺体で発見されるという事件が起きる。この事件がきっかけとなり、のばらと家族の運命は大きく狂い始めた。ことりが殺された時のばらと入れ替わっていたことに誰も気付かなかったために殺されたのはのばらだと間違えられ、のばらは死んだことになってしまう。そのためにのばらが死んだと誤解した夏子はショックから精神に異常をきたして自殺を図り、命は助かったものの意識がことりや夫が生きていたころまで退行してしまい、それ以降の記憶をすべて失ってしまう。遺されたのばらは姉を死なせたことへの罪の意識と壊れてしまった母を支えるため、入れ替わりの事実を隠してことりとして生きていくことを決意する。のばらの彼氏・優羽はただ一人その事実に気づくが、のばらに説得されて入れ替わりの事実を黙認することにした。
程なくして、ことりを殺した犯人・五刀田学が逮捕された。だが、裁判で彼が事件の直前に覚せい剤を使用していたことが争点となり、五刀田は責任能力なしと判断され、無罪の判決が下る。それを知ったのばらは、五刀田に自らの手で復讐することを決意するが、出所からまもなく五刀田は行方をくらましてしまった。
それから3年の月日が流れたある日、のばらは街中ですれ違った男性が五刀田の免許証を落とすところを目撃する。免許証に書かれていた住所を訪れたのばらだったが、そこにいたのは親友・姫乃と彼女と付き合っている村瀬という青年だった。やがて、のばらはある出来事がきっかけとなって村瀬が五刀田と同一人物ではないかと考え、彼に疑いの目を向けるようになる。しかしその後、村瀬は五刀田とは別人だったことが判明し、のばらは五刀田の手がかりを失うこととなった上に姫乃とも対立してしまった。
数日後、のばらは優羽の励ましや姫乃との和解によって元気を取り戻していったが、その最中に姫乃が村瀬の不注意で起きた交通事故に巻き込まれ流産する事件が起きる。二人が搬送された病院で姫乃の父親と出会ったのばらは、彼が姫乃を実家に連れて帰ろうとしていることを知り、姫乃の荷物の整理をするという彼を手伝うために村瀬のアパートを訪れた。
そこでのばらは、怪しげな一枚のDVDを発見する。そこには五刀田がことりを殺した瞬間とその後の経過が記録されており、DVDの映像を全て見たのばらは3年前に五刀田が偽証によって無罪になっていたこと、村瀬が五刀田その人だったことを知る。事件の真相を知ったのばらはそのDVDを新しい証拠として警察に提出し、村瀬と共犯の男を再逮捕してもらおうと決意。途中で村瀬の妨害に遭いながらも警察にDVDを提出することに成功したが、警察から返ってきたのは「法律により五刀田の再逮捕は出来ない」という答えだった。
今の法律では村瀬を裁けないことを知ったのばらは、遂に自分の手で復讐を行うことを決意する。逃げた村瀬の行方を追ってきたのばらは途中で同じく真実を知った優羽から引き留められるが、彼を振り切り一人で村瀬の下へと乗り込む。追い詰められた村瀬はのばらに殺されると怯えるが、のばらの復讐は彼の命を奪うことでは無かった。のばらは村瀬を「殺人罪で再逮捕してもらう」ため、村瀬に殺害されたように偽装して自殺し、村瀬を殺人犯に仕立て上げようと目論んでいたのだった。
計画は成功し、村瀬は殺人未遂の犯人として現行犯逮捕された。だが致命傷を負うように想定して自分を刺したのばらは、一命を取り留めたもののその傷により意識不明の重体に陥る。彼女の真意に気づいた優羽はのばらの復讐を必ず遂げさせると決意し、後日警察の事情聴取で嘘の証言を行う。同時に村瀬逮捕の一件が切っ掛けとなってことり殺害事件の真相が一斉に報道され、3年前の事件の真実が広く知れ渡ることとなった。
数日後、裁判にかけられた村瀬は犯行を否認し無実を訴えたが、彼がかつて偽証で無罪になったことを知っていた人々は誰一人村瀬の言うことを信用しなかった。証人として出廷した村瀬の共犯も偽証を疑われ、最終的に村瀬は自分の訴えを信じてもらえないまま実刑判決を下されることとなった。一方、意識を失っていたのばらは夢の中でことりと再会。生きる力を失ったのばらは死のうとしたが、ことりの言葉により優羽一人に今回の事件の責任を負わせるわけにはいかないと気づき、再び生きる気力を取り戻し意識を回復させた。
それから5年後、回復したのばらは優羽と共に介護の仕事に就く。旧友と共にことりの殺害現場に花を供えに行ったのばらは、そこで幼いころの自分の面影を持つ一人の少女と会い、改めて命の尊さを実感するのだった。

## 登場人物
鈴木 のばら
物語の主人公。ことりの双子の妹で、性格は明るく快活。幼いころに溺れていた自分を助けようとした父親が死亡したことがきっかけで母と疎遠になり、家を出て祖母の家で暮らしていた。高校生になったころに密かにことりと入れ替わって何度か母に会いに行くようになったが、ある日入れ替わりの最中にことりが殺され、その際誰も入れ替わりに気付かなかったために殺されたのが自分であることになってしまい、結果的にことりを死なせてしまったことへの罪の意識とショックでおかしくなってしまった母を支えようとする想いから入れ替わっていることを隠し、ことりとして生きることを決意した。その後、ことりを殺した犯人･五刀田に無罪判決が下ったことを知り、五刀田への復讐を決意する。
事件から3年後、街で五刀田の免許証を拾ったことをきっかけに親友姫乃の彼氏・村瀬と出会うが、その後ある出来事から村瀬が五刀田と同一人物ではないかと疑うようになる。しかし、その疑いのために姫乃と対立してしまい、後に村瀬の告白を聞いて彼を殺そうとするも姫乃に止められて失敗し、さらに翌日村瀬の口から彼が五刀田と同一人物ではなかったと聞かされて落胆。失意の日々を送っていたが、優羽の励ましや姫乃との和解などを経て少しずつ立ち直っていった。
村瀬と姫乃が交通事故に遭った後、姫乃の父親に頼まれて姫乃の荷物の整理を手伝うことになり、その際姫乃の父から村瀬が昔交通事故を起こしたという話が嘘であることを知らされる。さらに荷物の整理の最中にことりが五刀田に殺されるところが録画されていた一枚のDVDを発見し、そのDVDの内容から3年前の事件の真相を知り、DVDを証拠として警察に提出することで五刀田を再逮捕してもらおうと考えた。しかし一事不再理で五刀田を再逮捕することが出来ないこと・再逮捕できるのが共犯だけであることを田中刑事に告げられ、遂に自らの手で復讐を行うことを決意。ケンジから村瀬の引っ越し先を聞き出した後「村瀬に殺人の濡れ衣を着せることでもう一度彼を法廷で裁いてもらう」ことを画策して村瀬の下へ乗り込み、自分で自分を刺して村瀬に殺人未遂の濡れ衣を着せる。その後、駆けつけた優羽の通報で病院に搬送され一命を取り留めたものの意識不明の重体に陥ったが、夢の中で再会したことりから励まされて生きる意思を取り戻し、村瀬の裁判が終わったのと同時に意識を取り戻す。
最終回のエピローグの場面では、優羽と共に介護の仕事をしていることが語られた。
鈴木 ことり
のばらの双子の姉。のばらとは対照的に大人しい性格をしており、髪を下ろしていて眼鏡をかけているのが特徴。幼いころに猫が交通事故に遭うところを目の当たりにしたことから猫アレルギーになっており、そのために猫を飼っている祖母宅に通うことができなかった。
父の死後は母の下で暮らしていたが、高校生になったころにのばらと再会し、母親に会いたい彼女のために密かに入れ替わりを繰り返していた。だがある日、のばらと入れ替わっている最中に五刀田学に殺害されてしまう。
物語の終盤では意識を失ったのばらの夢の中に現れ、死のうとしていたのばらを説得して彼女に生きる意思を取り戻させた。
鈴木 夏子（すずき なつこ）
のばらとことりの母。のばら達が小学生だったころ、家族でピクニックへ行った際に川で溺れたのばらを助けようとした夫・真人が死んだことでのばらに怒りをぶつけてしまい、それ以来のばらと疎遠になって彼女と離れて暮らしていた。4年後にことりと入れ替わって自分の下に現れたのばらに「のばらを迎え、ことりとのばらと自分の三人で暮らしたい」と語ってのばらを許す意志を見せたが、その直後にのばら（実際はのばらと入れ替わっていたことり）の遺体発見の知らせを受け、その際のばら達が入れ替わっていたことに気がつかなかったこともあってのばらが殺されたと間違え、そのショックから精神に異常をきたしてしまう。後に自殺を図り、一命は取り留めたものの記憶退行を起こし、ことりや真人が死んだことを忘れてしまった。
結局物語の最後まで記憶は戻らずじまいだった。
鈴木 真人（すずき まなと）
のばらとことりの父。のばら達が小学生だったころ、川で溺れたのばらを助けようとして溺死する。夏子からは「マー君」と呼ばれていた。
のばらの祖母
のばらとことりの祖母で、夏子の母。名前は不明。自宅で「ブータ」と名付けた猫を飼っている。
真人の死後、家を出て来たのばらを引き取って一緒に暮らしていた。ことりが死んだ後はことりと入れ替わったのばらと夏子と共に暮らすことになる。後にのばらが村瀬を疑いだしてからは、五刀田への怨みに囚われているのばらを度々たしなめるようになる。
物語の終盤でのばらが村瀬の下へ向かう直前に、ある出来事から現在のことりが「ことりと入れ替わったのばら」であることに気づき、その後のばらが自宅に置いていったDVDを見て3年前の事件の真相を知ることとなった。夏子と共に病院へ搬送されたのばらの下に駆けつけた際には、病室に現れた田中刑事を責めたものの、同時にのばらの苦しみに気付けなかった自分をも責めていた。その後は意識不明となったのばらに寄り添い、彼女を見守り続けた。
優羽（ゆうわ）
のばらの彼氏。登場人物の中で唯一のばらがことりと入れ替わっていることに気付いており、のばらが唯一本性をさらけ出せる相手である。
のばらの家庭の事情やのばらが度々ことりと入れ替わっていることを知っており、またのばらとことりの見分け方も知っていた。そのためのばら（ことり）の葬儀に参列した際、ことりと入れ替わったままののばらの姿を見て彼女がのばらだと気付く。その後のばらから一連の事情を知らされると同時に入れ替わりの事実を明かさないことを約束し、それ以降入れ替わりの事実を知る唯一の人物となった。のばらのことを大事に思っており、のばらの家に詰めかけたマスコミの記者に対し激昂する場面もあった。
後に村瀬と姫乃が事故に遭ったことを知って病院に駆けつけた際に村瀬が笑いながら誰かに電話をかけているのを目撃し、その時の彼の様子に不信感を抱く。翌日姫乃に事故のことを聞きに行った際に村瀬が姿を消したことやのばらに電話でそのことを伝えたところ彼女の様子がおかしかったことを知らされ、村瀬とのばらの行き先を突き止めるためケンジの家を訪れる。そこで彼から3年前の事件の真相を知らされ、同時にケンジや村瀬が3年前の事件のことを全く反省していないばかりかのばらを侮辱するようなことを言ったのを聞いて怒り、のばらの代わりに村瀬を殺すことを決意する。その後、のばらの下へ追いついた際に自分が代わりに復讐すると告げて村瀬の下へ乗り込もうとしたが、「優羽を殺人犯にするぐらいなら復讐を諦める」とのばらに説得され、乗り込むことを断念。直後に隙を突かれてのばらに殴打され、気絶させられてしまった。
その後意識を取り戻して村瀬の部屋に乗り込み、部屋の中の光景を見て「村瀬がのばらを刺した」と誤解するが、村瀬が連行された後、わずかに意識が残っていたのばらから彼女が村瀬に濡れ衣を着せたことをほのめかされたことで真相に気付く。その後病院で田中刑事とのばらの祖母のやり取りを聞いたことなどから今までのばらが抱えていた苦しみを何もわかっていなかったことを後悔すると同時に彼女の意思を継いで復讐を遂げることを決意し、取り調べで嘘の証言を行い（その際、のばらに殴打されたときについた傷を見られたことから嘘をついたことを田中刑事に見抜かれるが、彼の意思により見逃された）、傍聴人として村瀬の裁判を見守った。
最終話では、のばらと共に介護の仕事に就いていることが語られた。
姫乃（ひめの）
のばらの親友。村瀬学と付き合っており、彼の部屋に同棲している。後に妊娠を期に村瀬と婚約する。のばら以上に快活な性格で、今時の女の子。
ことりが殺害された事件から三年後にのばらの家を訪れた際にことりと入れ替わっていたのばらと出会い、彼女がのばらだとは気づかず親しくなった。しかし、のばらが村瀬を疑いだしたことがきっかけで彼女と対立し、その最中に村瀬の子供を妊娠していることが判明。そのこともあって村瀬を擁護し続け、さらにのばらが五刀田への復讐だけを生きがいにしていることを非難したことから一時のばらと不仲になった。
亡くなった（ことになっている）のばらのことを今でも親友だと思っており、彼女が殺されたことを忘れずにいた。後に月命日の日にのばらの家を訪れた際に子供に「のばら」と名づけようと考えていることをのばらに明かし、それをきっかけに彼女と和解する。しかしその数日後、村瀬の不注意（村瀬や優羽の話では「バイクに二人乗りしており、その最中にバイク後部から転落した」）により交通事故に遭い、自身は助かったものの流産してしまった。その後この事故により村瀬との結婚は破談となり、父親の意向により実家へ戻ることとなった。
物語終盤でのばらに村瀬と連絡が取れなくなったことを伝え、のばらがケンジの下に向かうきっかけを作る。最終話のエピローグではチイちゃんとは反対に鈴木家を訪れず、チイちゃんに電話で「私は行くことができない」と伝えていたことが語られた。彼女が村瀬の逮捕後どうなったかは劇中では語られていない。
五刀田 学（ごとうだ まなぶ）
ことりを殺した犯人。異常性癖があるとされている。事件直前に覚せい剤を使用していたことで責任能力なしと判断され、無罪となった。左手首にバーコードの形の刺青を入れている。
実は3年前の事件での証言はすべて偽証で、実際は『逆恨みによる犯行』。かつて街中で女性をナンパしようとした際にたまたま居合わせたのばらに路上喫煙を注意されたことを逆恨みしてケンジと共に彼女をずっと付け狙っており、3年前にのばらと入れ替わっていたことりをのばらと間違えて拉致し暴行しようとしたが、その際に誤ってことりを殺害してしまう。その後共犯のケンジと共に偽証で無罪になろうと企み、逮捕された際に『犯行時に覚せい剤を使用していた』という偽証を行ったこととケンジが覚せい剤の売人のふりをして裁判に出廷し『覚せい剤を売った』と偽証したことによって無罪となり、出所後顔と名前を変えて別人として暮らしていた。
村瀬 学（むらせ まなぶ）
姫乃が付き合っている男性。五刀田学が以前住んでいた部屋に住んでおり、五刀田の免許証を頼りに部屋を訪れたのばらと出会ったことで彼女と知り合う。最初は普通の男性だと思われていたが、やがて下の名前が五刀田と同じ・手首に五刀田と同じ刺青があるなど五刀田と共通点があることが判明。さらにのばらと初めて出会った時なぜか五刀田の免許証を持っていたことや、刺青を消すために通っていた整形外科の病院から出てきた時に看護士に「五刀田さん」と呼ばれていたところをのばらに目撃されたことから、整形して顔と名前を変えた五刀田ではないかとのばらから疑われるようになる。後に五刀田とは別人であること、数年前に交通事故で人を死なせて長い間被害者遺族に償いをしていたという過去があることが明かされのばらと和解したが、後日姫乃を交通事故に遭わせてしまった際に姫乃の父親の言葉から彼が過去に起こした交通事故が起きていないことが判明する（姫乃の父親はこのことを知って村瀬に不信感を抱いており、娘の事故を知った際にそのことを彼に直接ぶつけていた）。
その正体は、顔と名前を変えた五刀田学その人。さらに、ことりを殺害したことを全く反省していないことや姫乃との関係が実は遊びであった（姫乃を利用していた）ことをケンジに仄めかしていた。
後に姫乃を交通事故に遭わせてしまい、自らも負傷して入院するが、その当日にのばらが3年前の事件の一部始終を記録したDVDを自分の家から持ち出したことを知って彼女が事件の真相と自分の正体に気付いたことを悟り、ケンジに頼んでのばらからDVDを奪還。自身ものばらから逃げるために急遽退院してアパートから引越し、再び整形して別人に成りすまそうと考えた。だが、引っ越しの翌日にのばらが引っ越し先へ乗り込んできたことで計画は破綻。彼女に3年前の事件当日にのばら達が入れ替わっていたこと・自分が殺したと思っていたのばらが実は生きていたこと・さらにはDVDの映像データが既にコピーされ警察の手に渡っていたことを告げられた直後、のばらの手によって殺人未遂の濡れ衣を着せられ、優羽やのばらの通報で駆け付けた警察に「のばらを刺した」と誤解され現行犯逮捕された。その後、この事件で自分が元殺人犯・五刀田学だったことや3年前の事件の裁判での証言がすべて嘘だったことが報道されることとなる。
逮捕後は容疑を否認し続け、裁判でも無実を訴えたが、3年前の事件で偽証により無罪になっていたことが影響して自分の訴えを信用されず、のばらがあらかじめ偽装していた証拠によって次第に追い詰められていく。さらに被害者の遺族に謝罪したいと訴えるもある裁判員から「減罰のために謝罪したいと言い出したのではないか」と指摘され、最終的には自分の訴えを信じてもらえないまま懲役15年の判決を下された。
ケンジ
村瀬の友人。パンチパーマと右手首のバーコード型の刺青が特徴。村瀬がのばらと姫乃に自分が五刀田だと打ち明けた翌日に彼の下に現れ、村瀬と五刀田が同一人物ではないことが明かされるきっかけを作った。
実は五刀田（村瀬）の共犯だった男で、ことりが五刀田に殺される場面を撮影していた張本人。五刀田が誤ってことりを殺害した際、ことりの様子がおかしいことに気づいていたが、そのまま放置したため結果的にことりを死なせてしまう。その後、五刀田が逮捕された際に麻薬の売人に成りすまして嘘の証言を行い、彼を無罪にさせていた。また、物語の後半では村瀬を疑いだしたのばらを付け狙って彼女を駅のホームから突き落とそうともした（この時に手首の刺青を見られ、自分がのばらを殺そうとしたことを本人に知られた）。
物語後半、のばらが警察署へ向かった際に村瀬に頼まれてDVDを奪い返したが、翌日のばらに捕まり、彼女に脅されて行方をくらました村瀬の居場所を喋らされた上にDVDの映像が既に警察の手に渡ったこと・自分が「殺人罪」で再逮捕されることを告げられた。しかし村瀬同様に3年前の事件での行いを全く反省していなかったため、後にその態度が優羽の怒りを買い、彼がのばらの復讐に荷担する切っ掛けを作ることとなった。
村瀬が逮捕された後は自身も警察に逮捕され、後に村瀬側の証人として裁判に出廷。無罪を主張する村瀬を援護しようとしたが、自分が3年前の事件に関与していたことが知れ渡っていたために傍聴人から「再び偽証で村瀬を無罪にしようとしている」と疑われた（ヤジを飛ばされた上に3年前の事件の共犯だとばらされた）上、最後は傍聴席の優羽に気付いて彼に詰め寄り「村瀬に濡れ衣を着せたことを謝らなければ自分達もことり殺害について謝罪しない」と言い放ったことから強制退廷させられてしまった。この一言が直後に村瀬が「被害者と遺族に謝罪したい」という言葉を疑われる原因となり、村瀬をかばおうとした彼の行動は徒労に終わることとなった。
田中（たなか）
ことりが殺害された事件を捜査していた刑事。眼鏡をかけているのが特徴。下の名前は不明。名前はデザートWEBでの作者へのインタビューで明らかになった。
物語後半でのばらが五刀田の犯行現場が記録されたDVDを持ってきた際、五刀田の裁判をやり直してほしいと頼んだ彼女に一事不再理で五刀田を再逮捕することはできないと告げる（このことが、のばらが村瀬を殺人犯に仕立てようとするきっかけになった）。その後村瀬が逮捕された一件を知ってのばらが搬送された病院へ駆けつけた際、居合わせたのばらの祖母から「一事不再理のことを伝えなければのばらはこんな目に遭わずにすんだのではないか」と責められてしまう。彼自身はのばらが村瀬の再逮捕を望んでいたことから彼女が村瀬に濡れ衣を着せたのではないかと疑っており、後に優羽と会った際に村瀬が容疑を否認していることと自分の考えを伝えたが、その際のやりとりの最中に優羽の頭の傷に気づいたことから彼が嘘をついていることを悟る。しかし結局優羽の嘘を指摘することはせず見逃した。
最終巻に収録された番外編では、物語が終わってから数年後にのばらと再会した田中の様子が描かれ、そこで彼が事件収束後に警察を辞めたことが語られた。
チイちゃん
のばらの友人の一人。本名は不明。姫乃同様のばらのことを忘れておらず、月命日の日には彼女の家を必ず訪れている。
事件収束から5年後には一児の母となっており、ことりの命日に娘を連れてのばらの下を訪れた。

## 書誌情報
- ももち麗子 『いのち』 講談社〈KCデザート〉、全5巻[2]
  1. 2008年12月12日発売[3]、ISBN 978-4-06-365536-0
  2. 2009年5月13日発売[4]、ISBN 978-4-06-365552-0
  3. 2009年11月13日発売[5]、ISBN 978-4-06-365578-0
  4. 2010年4月13日発売[6]、ISBN 978-4-06-365596-4
  5. 2010年9月13日発売[7]、ISBN 978-4-06-365617-6